# Flavopunctelia flaventior
Flavopunctelia flaventior är en lavart som först beskrevs av Stirt., och fick sitt nu gällande namn av Hale. Flavopunctelia flaventior ingår i släktet Flavopunctelia och familjen Parmeliaceae.   Inga underarter finns listade i Catalogue of Life.

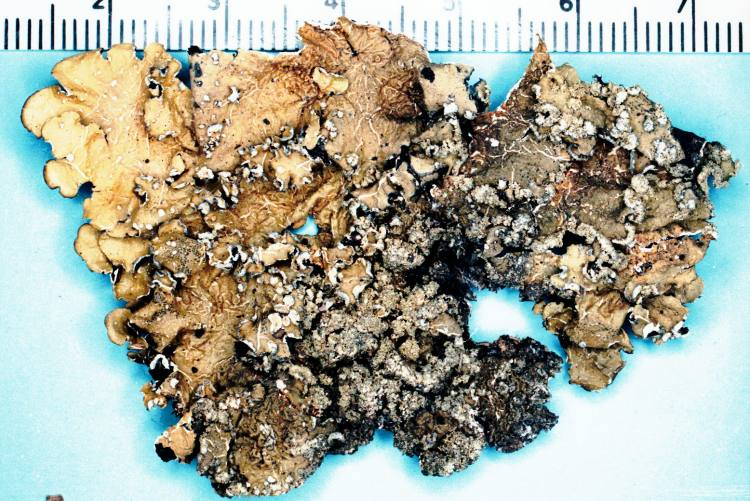
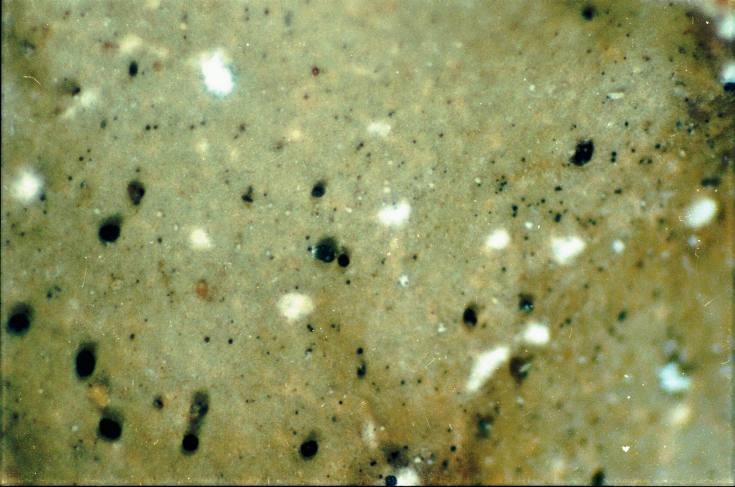